# Le Ménil-Broût
Le Ménil-Broût és un municipi francès situat al departament de l'Orne i a la regió de Normandia. L'any 2007 tenia 180 habitants.

## Demografia

### Població
El 2007 la població de fet de Le Ménil-Broût era de 180 persones. Hi havia 72 famílies de les quals 24 eren unipersonals (16 homes vivint sols i 8 dones vivint soles), 24 parelles sense fills, 20 parelles amb fills i 4 famílies monoparentals amb fills.
La població ha evolucionat segons el següent gràfic:
Habitants censats

### Habitatges
El 2007 hi havia 88 habitatges, 77 eren l'habitatge principal de la família, 5 eren segones residències i 5 estaven desocupats. 86 eren cases i 1 era un apartament. Dels 77 habitatges principals, 56 estaven ocupats pels seus propietaris, 19 estaven llogats i ocupats pels llogaters i 2 estaven cedits a títol gratuït; 1 tenia una cambra, 7 en tenien dues, 12 en tenien tres, 13 en tenien quatre i 44 en tenien cinc o més. 57 habitatges disposaven pel capbaix d'una plaça de pàrquing. A 31 habitatges hi havia un automòbil i a 37 n'hi havia dos o més.

### Piràmide de població
La piràmide de població per edats i sexe el 2009 era:
| Homes | Edats   | Dones |
| ----- | ------- | ----- |
| 0     | 95 o +  | 0     |
| 4     | 90 a 94 | 0     |
| 4     | 85 a 89 | 4     |
| 0     | 80 a 84 | 4     |
| 4     | 75 a 79 | 4     |
| 0     | 70 a 74 | 4     |
| 4     | 65 a 69 | 4     |
| 0     | 60 a 64 | 0     |
| 0     | 55 a 59 | 0     |
| 8     | 50 a 54 | 12    |
| 12    | 45 a 49 | 8     |
| 8     | 40 a 44 | 0     |
| 0     | 35 a 39 | 12    |
| 12    | 30 a 34 | 4     |
| 0     | 25 a 29 | 8     |
| 8     | 20 a 24 | 0     |
| 12    | 15 a 19 | 8     |
| 8     | 10 a 14 | 4     |
| 8     | 5 a 9   | 4     |
| 0     | 0 a 4   | 12    |

## Economia
El 2007 la població en edat de treballar era de 126 persones, 92 eren actives i 34 eren inactives. De les 92 persones actives 84 estaven ocupades (48 homes i 36 dones) i 8 estaven aturades (4 homes i 4 dones). De les 34 persones inactives 17 estaven jubilades, 11 estaven estudiant i 6 estaven classificades com a «altres inactius».

### Ingressos
El 2009 a Le Ménil-Broût hi havia 74 unitats fiscals que integraven 184 persones, la mediana anual d'ingressos fiscals per persona era de 15.901 €.

### Activitats econòmiques
Dels 8 establiments que hi havia el 2007, 1 era d'una empresa alimentària, 1 d'una empresa de comerç i reparació d'automòbils, 3 d'empreses de transport, 2 d'empreses d'hostatgeria i restauració i 1 d'una empresa de serveis.
L'únic establiment comercial que hi havia el 2009 era una carnisseria.
L'any 2000 a Le Ménil-Broût hi havia 3 explotacions agrícoles que ocupaven un total de 258 hectàrees.

## Equipaments sanitaris i escolars
El 2009 hi havia una escola elemental integrada dins d'un grup escolar amb les comunes properes formant una escola dispersa.

## Poblacions més properes
El següent diagrama mostra les poblacions més properes.